# 台湾青果
台湾青果株式会社は、日本・東京都に支社を置く、台湾の青果会社。

## 歴史
日本統治時代の台湾は、台湾総督府もこの新たな特産物（バナナ）を奨励し、1924年（大正13年）には半官半民の「台湾青果株式会社」を設立。

## 取締役社長
- 取締役社長：本山文平（1936年-？）

## 常務取締役
- 常務取締役、同相談役[1][2]：本間善庫   郡茂徳（下関中央青果株式会社取締役兼務）
- 常任監査役：猪股松之助、同常務取締役を務めた。